# 札幌市立青葉中学校
札幌市立青葉中学校（さっぽろしりつ あおばちゅうがっこう）は、札幌市厚別区青葉町にある公立中学校である。
青葉・厚別南地区、一部もみじ台方面からも生徒が通う。生徒数は少なく、2024年度は202名となっている。
令和11年度に、隣の新札幌わかば小学校と統合して義務教育学校になるため、もうすぐ中学校の建物は解体されてしまう。
挨拶、時間、合唱を大切にした学校であり、合唱に力を入れる学校である。合唱部は有名で、全国大会に出場したこともある。真面目な生徒が多く、協調性もあるため、青葉中学校に赴任した先生は、皆口を揃えて「いい学校だ」という。
部活動は、2025年度現在、男子バスケットボール部、女子バスケットボール部、バドミントン部、陸上部、野球部、合唱部、美術部がある。個人部で水泳部もある。
なお、2025年度をもって、陸上部は廃部になることが決まっている。
行事が多く、新入生歓迎会、陸上競技大会、学校祭、合唱コンクール、胸花贈呈集会など、充実した日々を送ることができる。

## 沿革
- 1982年4月 - 開校

## 交通アクセス
- 千歳線 上野幌駅下車
- 札幌市営地下鉄東西線 新さっぽろ駅下車